# Бенджамін Дейдон Джексон
Бенджамін Дейдон Джексон (англ. Benjamin Daydon Jackson; 3 квітня 1846 — 12 жовтня 1927) — видатний британський ботанік, упорядник та редактор Index Kewensis, куратор Linnean Collections.

## Біографія
Бенджамін Дейдон Джексон народився в Лондоні 3 квітня 1846 року.
Він здобув освіту у приватних школах. Джексон найбільш відомий як упорядник Index Kewensis — довідника, заснованого у 1893 році, і який відразу став авторитетним по всьому світу для назв квіткових рослин. У 1880 році Бенджамін Дейдон Джексон був обраний президентом Лондонського Ліннєївського товариства.. Джексон описав більш як 470 видів рослин.
Помер Бенджамін Дейдон Джексон 12 жовтня 1927 року.

## Наукова діяльність
Бенджамін Дейдон Джексон спеціалізувався на насіннєвих рослинах.

## Публікації
- Life of John Gerard, 1877.
- Life of Dr. William Turner, 1878.
- Guide to the Literature of Botany, 1881.
- Vegetable Technology, 1882.
- Pryor's Flora of Herts, 1887.
- Index Kewensis, 1893–1895.
- Glossary of Botanic Terms, 1900.
- Darwiniana, 1910.
- Index to the Linnean Herbarium, 1912.
- Catalogue of Linneean Specimens of Zoology, 1913.
- Notes on a Catalogue of the Linnean Herbarium, 1922.
- Linnaeus: the Story of his Life. 1923.